# BSG80 - The Night the Cylons Landed (2)
The Night the Cylons Landed (2) is de achtste aflevering van de Amerikaanse sciencefictionserie Galactica 1980.

## Rolverdeling

### Hoofdrollen
- Commander Adama - Lorne Greene
- Boomer - Herbert Jefferson, Jr.
- Kapitein Troy - Kent McCord
- Luitenant Dillon - Barry Van Dyke
- Jamie Hamilton - Robyn Douglass
- Dokter Zee - Patrick Stuart

### Gastrollen
- Wolfman Jack - Als zichzelf
- Norman - William Daniels
- Shirley - Lara Parker
- Kolonel Briggs - Peter Mark Richman
- Andromus - Roger Davis

## Synopsis
De Cylon Androïde Andromus en de Centurion proberen nog steeds een radiostation te vinden om hun Basestar (Basisster) en daarmee de Cylon-vloot in te kunnen lichten over de locatie van de aarde om haar te kunnen vernietigen. Nadat ze een radiostation gevonden hebben waar Wolfman Jack de dj is proberen ze dit over te nemen.
Troy en Dillon proberen hen te stoppen, ze moeten echter eerst een kind redden uit een brandend flatgebouw dat door Andromus en zijn Centurion in brand is gestoken.